# Hymenophyllum micranthum
Hymenophyllum micranthum là một loài dương xỉ trong họ Hymenophyllaceae. Loài này được Bosch mô tả khoa học đầu tiên năm 1856.
Danh pháp khoa học của loài này chưa được làm sáng tỏ. 